# Le Jardin d'Éden (film)
Pour les articles homonymes, voir Jardin d'Éden.
Pour plus de détails, voir Fiche technique et Distribution.
Le Jardin d'Éden (japonais : エデンの園 ; Eden no sono ; italien : Il giardino dell'Eden) est une comédie romantique et érotique italo-japonaise réalisée par Yasuzō Masumura et sortie en 1980.

## Synopsis
Rome en été. Alessandra (Leonora Fani) vit dans une riche famille d'antiquaires et aime contrefaire les tableaux dans les musées. Un jeune voleur à la tire nommé Michele (Ronnie Valente) lui vole son portefeuille sur les marches du musée un jour ensoleillé, mais décide de le lui rendre le lendemain. Michele vit dans la misère avec sa mère et ses deux frères. Alessandra est attirée par sa franchise et son sérieux.
L'invitant à regarder des vases étrusques, Michele l'emmène sur sa moto jusqu'à la côte et lui montre les paysages magnifiques et intacts des plages méditerranéennes. Alessandra peint le paysage, Michele joue de l'harmonica. Tous deux vivent nus sur la plage, oubliant le temps qui passe et profitant de la nature. Un jour, Michele trouve un vase étrusque couvert de boue et ils s'en émerveillent.
Au même moment, la disparition d'Alessandra donne lieu à une enquête de police. Michele est identifié comme le voleur et devient le principal suspect de la disparition d'Alessandra. Le frère de Michele, Alfio (Massimo Rinaldi), viens les voir sur la plage. Michele est surpris d'apprendre par Alfio ce qui s'est passé. Il protège Alessandra de son frère, qui a décidé d'obtenir une rançon pour elle.
Alors que Michele et Alessandra tombent de plus en plus amoureux l'un de l'autre, Alfio parvient à obtenir 800 millions de lires des parents de la jeune fille. La police, qui a localisé les jeunes hommes, organise une battue à main armée. Croyant que les frères sont complices de l'enlèvement, ils abattent Alfio, Michele est capturé par la police et Alessandra est renvoyée chez elle. Mais elle n'est plus la même et apprend qu'elle est enceinte. L'été à Rome se termine, et Alessandra vend dans la rue ses belles peintures du jardin d'Éden, en pensant au sort de Michele en prison.

## Fiche technique
- Titre français : Le Jardin d'Éden[1]
- Titre italien : Il giardino dell'Eden[2]
- Titre original japonais : エデンの園 (Eden no sono?)[3]
- Réalisation et scénario : Yasuzō Masumura
- Scénario : Yasuzō Masumura, Leros Pittoni
- Photographie : Armando Nannuzzi
- Musique : Stelvio Cipriani
- Production : Hiroaki Fujii, Asao Kumada, Turi Vasile
- Sociétés de production : studios Daiei, Nisshin Shoji, Orso Oriental
- Pays de production :  Japon -  Italie
- Langues originales : italien
- Format : Couleurs - Son mono - 35 mm
- Genre : comédie romantique et érotique
- Durée : 108 minutes
- Dates de sortie :
  - Japon : 13 décembre 1980[4]

## Distribution
- Ronni Valente : Michele
- Leonora Fani : Alessandra
- Angela Goodwin : la mère de Michele
- Massimo Serato : le père d'Alessandra
- Antonella Lualdi : la mère d'Alessandra

## Accueil critique
« Au vu du scénario on pense bien évidemment à une version moderne de Roméo et Juliette mais impossible de ne pas également songer au Lagon bleu de Zeffirelli [Nota : en fait de Randal Kleiser] avec un soupçon de La maladolescenza pour la nudité juvénile, l'ensemble tentant de s'inscrire dans le filon des films profondément anti-bourgeois. Deux adolescents issus de classes sociales totalement opposées tombent éperdument amoureux, fuient leur famille pour vivre tels de nouveaux Adam et Ève un amour impossible sur une plage isolée, leur jardin d'Éden, avant que les évènements ne les dépassent et les séparent lors d'un dramatique dénouement. »

— Éric Draven